# Aftitalite
L'aftitalite (simbolo IMA: Att) è un minerale non molto diffuso del gruppo omonimo appartenente alla famiglia dei "solfati" con composizione chimica K3Na(SO4)2.
Da un punto di vista chimico è un solfato di potassio e sodio.

## Etimologia e storia
L'aftitalite prende il nome dal greco άφθητος (àfthetos, 'inalterabile') e άλας (àlas, 'sale') in relazione alla sua stabilità all'aria.
Fu descritta per la prima volta nel 1832 da François Sulpice Beudant, che parlò del minerale descrivendolo come un sale inalterabile a causa delle sue permanenza e stabilità nell'aria; successivamente nel 1847 anche Johann Friedrich Ludwig Hausmann studiò il minerale e gli diede il nome di glaserite, nome che nel 2006 non è stato ratificato dalla Commission on New Minerals, Nomenclature and Classification dell'IMA perché il diritto di dare il nome al minerale spettava a Beudant, avendolo studiato per primo.

## Classificazione
La classica nona edizione della sistematica dei minerali di Strunz, aggiornata dall'Associazione Mineralogica Internazionale (IMA) fino al 2009, elenca l'aftitalite nella classe "7. Solfati (selenati, tellurati, cromati, molibdati, tungstati)" e nella sottoclasse "7.A Solfati (selenati, ecc.) senza anioni aggiuntivi, senza H2O"; questa viene più finemente suddivisa in base alla dimensione dei cationi coinvolti, in modo tale da trovare l'aftitalite nella sezione "7.AC Con cationi di media e grande dimensione" dove è l'unico membro del sistema nº 7.AC.35.
Tale classificazione resta invariata anche nell'edizione successiva, proseguita dal database "mindat.org" e chiamata Classificazione Strunz-mindat, nella quale l'aftitalite è in compagnia dei minerali belomarinaite, natroaphthitalite e möhnite.
Nella Sistematica dei lapis (Lapis-Systematik) di Stefan Weiß l'aftitalite si trova nella classe dei "solfati, cromati, molibdati e tungstati" e nella sottoclasse dei "solfati anidri [SO4]2-, senza anioni estranei"; qui è nella sezione dei minerali con "cationi molto grandi" dove forma il sistema nº VI/A.08 insieme ad anidrite, bubnovaite, glauberite, kalistrontite, ivsite, möhnite e palmierite.
Anche la classificazione dei minerali di Dana, usata principalmente nel mondo anglosassone, elenca l'aftitalite nella famiglia dei "solfati, cromati e molibdati"; qui è nella classe dei "solfati" e nella sottoclasse degli "acidi e solfati anidri (A+)2XO4" dove forma il sistema nº 28.02.02 come unico membro.

## Abito cristallino
L'aftitalite cristallizza nel sistema trigonale nel gruppo spaziale P3m1 (gruppo nº 164) con i parametri reticolari a = 5,677 Å e c = 7,3331 Å, oltre ad avere 1 unità di formula per cella unitaria.

## Origine e giacitura
L'aftitalite ha la caratteristica di essere stata trovata in due ambienti molto diversi tra loro, sia come incrostazione nelle fumarole vulcaniche, che come costituente di depositi salini oceanici e lacustri.
L'aftitalite è anche un componente dell'evaporite e può essere trovata anche nei depositi di guano, quindi in ambienti tipicamente ricchi di ammoniaca.
La paragenesi è con thénardite, jarosite, silvite ed ematite nelle fumarole; nelle evaporiti è associata a blödite, syngenite, mirabilite, picromerite, borace e halite. Infine nei depositi di guano l'associazione è con syngenite, whitlockite, monetite, nirtrato di potassio e gesso.
L'aftitalite non è un minerale molto comune, pur essendo stato trovato in diverse località sparse per il mondo. Si ricordano la sua località tipo, il Vesuvio (provincia di Napoli, Italia), e altri siti italiani, quali per esempio la miniera di sale di Racalmuto o la miniera di Realmonte (entrambe in Sicilia) e la miniera di "Accesa" presso Massa Marittima (Toscana), solo per citarne alcuni.
Ritrovamenti anche nella miniera di sale presso Absam (Austria); a Lens (Francia); in diversi luoghi della Germania quali per esempio, tra i molti, Wathlingen e Uetze (Sassonia), Börde-Hakel e Staßfurt (Sassonia-Anhalt), Krayenberggemeinde (Turingia). Ritrovamenti anche in Spagna, Svezia e Gran Bretagna.
Fuori dall'Europa, sempre per citare solo alcuni siti, l'aftitalite è stata trovata in diverse miniere o vulcani della Cina e della Russia; è stata rinvenuta anche negli Stati Uniti, in Messico e Perù, oltre che in Arabia Saudita, Nicaragua, Namibia, Giappone, Indonesia e Australia.

## Forma in cui si presenta in natura
L'aftitalite si rinviene per lo più sotto forma di incrostazioni, piccoli cristalli o masse.
I cristalli sono in genere sottili, di aspetto tabulare con un evidente sviluppo trigonale. Si rinvengono anche cristalli distorti di aspetto pseudo-ortorombico, in aggregati lamellari, masse mammellonari, incrostazioni o in forma massiva.
Il minerale possiede opacità che va da trasparente, a traslucida, a opaca con una lucentezza da vitrea a resinosa; il colore può essere bianco, grigio, bluastro, verdastro o rossastro, raramente incolore, così come è incolore quando è in luce trasmessa. Il colore del suo striscio è bianco.

## Proprietà chimico-fisiche
L'aftitalite è fortemente solubile in acqua e negli acidi, formando una soluzione salina dal gusto amaro. Non è magnetica e la sua radioattività è appena rilevabile.
Sotto la luce ultravioletta sia a onde corte che a onde lunghe assume colore bianco-giallino.